# Gran Piemonte 2012
Il Gran Piemonte 2012, novantottesima edizione della corsa, valevole come prova dell'UCI Europe Tour 2012 categoria 1.HC, si svolse il 27 settembre 2012 su un percorso di 194 km. La vittoria fu appannaggio del colombiano Rigoberto Urán, che completò il percorso in 4h30'21", alla media di 41,724 km/h, precedendo l'italiano Luca Paolini e lo spagnolo Gorka Verdugo.
Sul traguardo di Biella 103 ciclisti, su 142 partiti da Fossano, portarono a termine la competizione. 

## Squadre e corridori partecipanti
| N.    | Cod. | Squadra                      |
| ----- | ---- | ---------------------------- |
| 1-8   | KAT  | Katusha Team                 |
| 11-18 | AND  | Androni Giocattoli-Venezuela |
| 21-28 | ARG  | Argos-Shimano                |
| 31-38 | ASA  | Acqua & Sapone               |
| 41-48 | AST  | Astana Pro Team              |
| 51-58 | BMC  | BMC Racing Team              |
| 61-68 | COG  | Colnago-CSF Inox             |
| 71-78 | COL  | Colombia-Coldeportes         |
| 81-88 | EUS  | Euskaltel-Euskadi            |

| N.      | Cod. | Squadra                   |
| ------- | ---- | ------------------------- |
| 91-98   | FAR  | Farnese Vini-Selle Italia |
| 101-108 | GRS  | Garmin-Sharp              |
| 111-118 | LAM  | Lampre-ISD                |
| 121-128 | LIQ  | Liquigas-Cannondale       |
| 131-138 | MOV  | Movistar Team             |
| 141-148 | RNT  | RadioShack-Nissan         |
| 151-158 | SKY  | Sky Procycling            |
| 161-168 | SAX  | Team Saxo Bank            |
| 171-178 | UNA  | Utensilnord-Named         |

## Ordine d'arrivo (Top 10)
| Pos. | Corridore               | Squadra           | Tempo    |
| ---- | ----------------------- | ----------------- | -------- |
| 1    | Rigoberto Urán          | Sky Procycling    | 4h30'21" |
| 2    | Luca Paolini            | Katusha Team      | a 6"     |
| 3    | Gorka Verdugo           | Euskaltel-Euskadi | a 7"     |
| 4    | Sergio Henao            | Sky Procycling    | a 11"    |
| 5    | Carlos Alberto Betancur | Acqua & Sapone    | s.t.     |
| 6    | Mauro Santambrogio      | BMC Racing Team   | s.t.     |
| 7    | Daniele Bennati         | RadioShack-Nissan | a 27"    |
| 8    | Greg Van Avermaet       | BMC Racing Team   | s.t.     |
| 9    | Giovanni Visconti       | Movistar Team     | s.t.     |
| 10   | Simone Ponzi            | Astana Pro Team   | s.t.     |